# Ronde van de Apennijnen 2025 (mannen)
De 86e editie van de Ronde van de Apennijnen voor mannen vond plaats op 24 juni 2025. De 126 deelnemers startten in Novi Ligure en finishten 198,5 kilometer later in Genua. De wedstrijd maakte deel uit van de UCI Europe Tour, met de categorie 1.1. De 35-jarige Italiaan Diego Ulissi won na een lange solo, voor de Oekraïner Andrij Ponomar en de eveneens Italiaanse Simone Velasco.

## Uitslag
| Plaats  | Naam               | Ploeg                           | Tijd     |
| ------- | ------------------ | ------------------------------- | -------- |
| Winnaar | Diego Ulissi       | XDS Astana                      | 5u00'09" |
| 2       | Andrij Ponomar     | Petrolike                       | + 9"     |
| 3       | Simone Velasco     | XDS Astana                      | + 14"    |
| 4       | Alessandro Covi    | UAE Team Emirates-XRG           | z.t.     |
| 5       | Francesco Busatto  | Intermarché-Wanty               | z.t.     |
| 6       | Lorenzo Quartucci  | Solution Tech-Vini Fantini      | z.t.     |
| 7       | Valerio Conti      | Solution Tech-Vini Fantini      | z.t.     |
| 8       | Louis Barré        | Intermarché-Wanty               | z.t.     |
| 9       | Luca Paletti       | VF Group-Bardiani CSF-Faizanè   | z.t.     |
| 10      | Davide De Cassan   | Polti VisitMalta                | z.t.     |
| 11      | Filippo Turconi    | VF Group-Bardiani CSF-Faizanè   | z.t.     |
| 12      | Álex Martín        | Polti VisitMalta                | z.t.     |
| 13      | Eric Fagúndez      | Burgos Burpellet BH             | z.t.     |
| 14      | Adrien Boichis     | Red Bull-BORA-hansgrohe Rookies | z.t.     |
| 15      | Luca Cretti        | MBH Bank Ballan CSB             | z.t.     |
| 16      | Edgar Cadena       | Petrolike                       | z.t.     |
| 17      | Enea Sambinello    | UAE Team Emirates-XRG           | + 19"    |
| 18      | Filip Gruszczynski | Biesse-Carrera-Premac           | z.t.     |
| 19      | Davide Piganzoli   | Polti VisitMalta                | + 21"    |
| 20      | Matteo Fabbro      | Solution Tech-Vini Fantini      | z.t.     |

Sjabloon:Navigatie Ronde van de Apennijnen